# Subilla colossea
Subilla colossea is een kameelhalsvliegensoort uit de familie van de Raphidiidae. De soort komt voor in Griekenland.
Subilla colossea werd voor het eerst wetenschappelijk beschreven door H. Aspöck et al. in 1979.